# Alice Barnole
Alice Barnole (Prada, Conflent, 1986) és una actriu i realitzadora nord-catalana.

## Biografia

### Formació
Filla d'una assistent maternal, va fer estudis literaris amb opció de teatre a Montluçon. El 2003, va fer classes de teatre a la companyia Euphoric Mouvance dirigida per Bruno Bonjean. Després d'unes pràctiques a la Commedia dell'arte amb Carlo Boso, esdevingué alumna de l'escola de teatre Les Enfants terribles (2005-2007) dirigida per Jean-Bernard Feitussi i al Studio de l'Aigle (2007-2009) dirigit per Antonio Ferreira on ella mateixa va prendre una classe mestre amb l'entrenador i productor Bernard Hiller.
En 2014 va seguir un curs de doblatge/veu en off a l'Institut des Métiers du Doublage et de l'Audiovisuel. En 2017 es va integrar en el curs "Pratique de la réalisation documentaire" dels Ateliers Varan, sota la direcció de Marie-Claude Treillou i Jean-Noël Cristiani, on va assistir a les classes d'Alice Diop, Jean-Louis Comolli, Abbas Fahdel…

### Festivals
En fébrer de 2012, juntament amb Jean-Pierre Mocky, Hervé Hadmar, Jean-François Boyer, Bertrand Burgalat i Christophe Julien, va formar part del jurat del 14è Festival de Creacions Televisuals de Luchon, presidit per Arielle Dombasle.
En maig de 2012 va presidir el festival Les Toiles Contemporaines de Lo Puèi de Velai.
En febrer de 2016 fou membre del jurat del concurs de curtmetratges de la sisena edició de la Semaine du Cinéma - BdA Sciences Po, presidit per Caroline Champetier, junt amb Diana Galban, Nicolas Pariser i Xavier Lardoux.

## Treatre
- 2003 - 2005: creació i representació de L'Éveil du printemps de Frank Wedekind

## Filmografia

### Actriu[6]
- 2011: L'Apollonide : Souvenirs de la maison close de Bertrand Bonello: Madeleine, « la Juive », « la femme qui rit », « le monstre »
- 2012: Renoir de Gilles Bourdos: la noia al cabaret
- 2013: Nos héros sont morts ce soir de David Perrault: Anna
- 2014: Saint Laurent de Bertrand Bonello: Madeleine
- 2016: Un couple, curtmetratge de David Steiner:[7][8] Anaïs
- 2016: Je les aime tous, curtmetratge de Guillaume Kozakiewiez[9] (selecció oficial de Curtmetratges César 2018):[10] Leonore, la noia
- 2017: Lovedoll, curtmetratge de Louise Pagès:[11] Claire

### Realitzadora
- 2017: God Bless Claude François, curtmetratge[12]

## Distinctions

### Premis
- 2012: Lumière a la millor actriu revelació pel seu paper de Madeleine a L'Apollonide : Souvenirs de la maison close
- 2012: Millor revelació femenina al Premi "Mague de la culture"[13]
- 2013: Millor actriu "pas assez vue" en 2012 al premi "Mague de la culture"[14]

### Nominacions
- Premis César 2012: César a la millor promesa femenina per L'Apollonide : Souvenirs de la maison close